# Baron Stourton

Ursprüngliches Familienwappen der Barone Stourton

Wappen der Barone Mowbray, Segrave and Stourton seit 1878;
die sechs Felder zeigen die Wappen der Familien Stourton, Howard, Mowbray, Segrave, Plantagenet und Talbot.

Baron Stourton, of Stourton in the County of Wilts, ist ein erblicher britischer Adelstitel in der Peerage of England.
Historischer Familiensitz der Barone war bis 1717 Stourhead Estate in Stourton bei Mere in Wiltshire und ist heute Allerton Park bei Knaresborough in West Yorkshire.

## Verleihung und weitere Titel
Der Titel wurde am 13. Mai 1448 für Sir John Stourton geschaffen, indem dieser per Writ of Summons ins House of Lords berufen wurde. Dieser war zuvor Abgeordneter im House of Commons für Wiltshire gewesen und hatte seit 1446 das Hofamt des Treasurer of the Household inne. Als Barony by writ wäre die Baronswürde in Ermangelung männlicher Erben auch in weiblicher Linie erblich, bis heute besteht aber eine ungebrochene männliche Erblinie.
Der 20. Baron Stourton erreichte 1878, dass die seit 1777 in Abeyance befindlichen Titel Baron Mowbray und Baron Segrave, die beide 1283 in der Peerage of England geschaffen worden waren, für ihn als 23. Baron Mowbray und 24. Baron Segrave wiederhergestellt wurden. Die drei Baronstitel sind seither vereinigt.

## Liste der Barone Stourton (1448)
- John Stourton, 1. Baron Stourton (1400–1462)
- William Stourton, 2. Baron Stourton (um 1430–1479)
- John Stourton, 3. Baron Stourton (um 1454–1485)
- Francis Stourton, 4. Baron Stourton (1485–1487)
- William Stourton, 5. Baron Stourton (um 1457–1523)
- Edward Stourton, 6. Baron Stourton (um 1463–1535)
- William Stourton, 7. Baron Stourton (um 1505–1548)
- Charles Stourton, 8. Baron Stourton (um 1520–1557)
- John Stourton, 9. Baron Stourton (1553–1588)
- Edward Stourton, 10. Baron Stourton (um 1555–1633)
- William Stourton, 11. Baron Stourton (um 1594–1672)
- William Stourton, 12. Baron Stourton († 1685)
- Edward Stourton, 13. Baron Stourton (1665–1720)
- Thomas Stourton, 14. Baron Stourton (1667–1744)
- Charles Stourton, 15. Baron Stourton (1702–1753)
- William Stourton, 16. Baron Stourton (1704–1781)
- Charles Stourton, 17. Baron Stourton (1752–1816)
- William Stourton, 18. Baron Stourton (1776–1846)
- Charles Stourton, 19. Baron Stourton (1802–1872)
- Alfred Stourton, 23. Baron Mowbray, 24. Baron Segrave, 20. Baron Stourton (1829–1893)
- Charles Stourton, 24. Baron Mowbray, 25. Baron Segrave, 21. Baron Stourton (1867–1936)
- William Stourton, 25. Baron Mowbray, 26. Baron Segrave, 22. Baron Stourton (1895–1965)
- Charles Stourton, 26. Baron Mowbray, 27. Baron Segrave, 23. Baron Stourton (1923–2006)
- Edward Stourton, 27. Baron Mowbray, 28. Baron Segrave, 24. Baron Stourton (1953–2021)
- James Stourton, 28. Baron Mowbray, 29. Baron Segrave, 25. Baron Stourton (* 1991)